# Mladen Burnać
Mladen Burnać (Knin, 18. veljače 1962.) poznati je zagrebački kantautor, pjevač, gitarist, tekstopisac i skladatelj.

## Biografija
Redovan je član Hrvatskog društva skladatelja, HGU-a, ZAMP-a, HUZIP-a i ZAPRAF-a. Radio je kao televizijski voditelj na zagrebačkoj Z1 Televiziji od 2014. do 2017. godine (glazbena emisija "Hana i Mladen Show"). Bio je umjetnički direktor MEF festivala u Čakovcu (2015. i 2016. godine). Također, radi kao savjetnik i umjetnički direktor u novoj izdavačkoj kući Only Records (od 2018. do danas). Rođen je u Kninu, 18. veljače 1962. godine, a od najranijeg djetinjstva živi i stvara u Zagrebu.
Od početka karijere 1990. godine do danas, objavio je: 10 albuma, četrdesetak singlova i video spotova, 6 maxi singlova. Nastupio je na 43 glazbena festivala, na kojima je dobio brojne nagrade. O novom albumu "Knjiga poezije" (2021 g.), snimljen je i istoimeni dokumentarno-glazbeni film, koji je do sada emitiran na više od tridesetak televizija u regiji.
Njegov glazbeni rad, najvećim dijelom sačinjavaju finije pop-rock skladbe promišljenih ljubavnih stihova, laganijeg tempa, intimnih aranžmana, specifičnog ugođaja i atmosfere. Najpoznatija autorska skladba, svakako je "Jer ti ljubiš drugoga" (2005.), koju je snimio u duetu s velikim autorom i pjesnikom Arsenom Dedićem. Po podacima ZAMP-a, ta pjesma je već godinama jedna od najemitiranijih skladbi na radio postajama u Hrvatskoj. Danas je evergreen, a objavljena je na brojnim kompilacijama najljepših ljubavnih pjesama.
Surađivao je gotovo s cijelom hrvatskom glazbenom scenom, a pored Arsena Dedića, imao je zapažene duete s legendarnim Kemalom Montenom, opernom divom Ivankom Boljkovac, glumicom Milom Elegović, jazz pijanistom Matijom Dedićem i drugima.
Kreativni vrhunac karijere dosegao je  2021. godine, s novim, izuzetno hvaljenim akustičnim albumom "Knjiga Poezije", na kojemu uz dvije gitare recitira i pjeva svoju poeziju. Na istom gostuju i nekih od najboljih hrvatskih glazbenika: Matija Dedić (klavir), Branimir Mihaljević (klavir), Doris Karamatić (harfa), Ivica Premelč (saksofon), Matej Mihaljević (violina), Dragomir Herendić (gitare i aranžmani), te Đulijana Alimoski (flauta). Album je dobio samo najbolje kritike, te učvrstio Mladenovu poziciju kao jednog od ponajboljih kantautora balada na ovim prostorima. O nastanku albuma snimljen je i istoimeni dokumentarno-glazbeni film (u režiji Marka Dimića)., čime je Mladen postao prvi naš izvođač koji je o novom albumu odmah snimio i film.
Najpoznatiji je kao kantautor balada, međutim, karijeru je započeo krajem 80-tih kao pjevač, gitarist i vođa (danas već legendarnog), žestokog rock benda "Brze banane" iz zagrebačke Dubrave. Isti je osnovao sa svojim pok. bratom Antom, a koji je ujednom bio tekstopisac i menađer sastava, dok je Mladen bio autor glazbe. Rad mladog perspektivnog benda (s čak osamdesetak koncerata širom bivše Jugoslavije), zaustavila je tragična prometna nesreća (1989. g.) u kojoj su živote izgubili Mladenov brat Ante-Zdravko i njihov najbolji prijatelj Milan Mišo Čačić. Mladen je bio jedini preživjeli iz te nesreće. Nakon oporavka, u spomen bratu i prijatelju objavljuje album benda, naziva "Brze Banane" (1990.), a zatim i maxi singl "Oglasi" (1991.). Zanimljivost je da na tome singlu (uz Mladena), kao gosti pjevaju Severina Vučković, Ivana Banfić i Sandi Cenov (tada su svi četvero bili slabo poznati, a ipak su svi kasnije napravili zanimljive i duge karijere). Dolazak ratnih zbivanja u potpunosti prekida rad benda 1992., te Mladen 1993. započinje solo karijeru s albumom "Valovi ljubavi" (1993).
Pored svojeg kantautorskog rada, poznat je kao i jedan od ponajboljih izvođača starih domaćih hitova 80-tih, te je godinama redovno nastupao s tim repertoarom u zagrebačkim klubovima. Rekorder je i po broju uzastopnih nastupa, te je tako u klubu Golden Sun Casina Zagreb, s tim repertoarem, održao čak 250 nastupa zaredom svakog četvrtka (od 2007. do 2012. godine). U legendarnom zagrebačkom Hard Rock-u nastupio je četrdesetak puta, te pedesetak u nekadašnjem zagrebačkom Garage Pub-u. Kako je tada izvodio i svojevrstan stand-up show na nastupima, tako je za potrebe tog dijela koncerta tijekom karijere snimio i nekoliko bržih pjesama drugih autora, od kojih je najpoznatija "Ne zovi mala policajce" (1998. god., autori Željko Bošković i Željko Pavičić), koja je te godine bila i jedan od najvećih hitova u Hrvatskoj.
Hobi mu je u mladosti dugo vremena bilo igranje flipera (nekoć vrlo popularne igre), a na turnirima je dvije godine za redom neslužbeni prvak Hrvatske. (op. fliper nije bio službena sportska disciplina). Jedna od zanimljivosti je ta, da je Mladen ujedno i prvi hrvatski izvođač koji je snimio duet s Kinezom. U pitanju je pjesma "Džaba džaba", suradnja s kineskim reperom Rockom 2018. godine. Pjesma je objavljena u Kini, a prvotno je snimana kao soundtrack za jedan naš film (nije završen radi pandemije).
Stihovi njegovih pjesama već godinama izlaze u zbirkama poezije (kod nas i inozemstvu), te upravo radi i na svojoj prvoj samostalnoj zbirci, naziva "Budi razlog za moj dan". U slobodno vrijeme bavi se slikarstvom, a najradije slika portrete prijatelja i bliskih suradnika. Posebno se iskazao nastupajući povodom raznih humanitarnih akcija, a do danas je dobio više od osamdesetak priznanja za humanitarni rad.

## Diskografija

### Albumi
- 1990. Brze banane (Orfej)
- 1993. Valovi ljubavi (Orfej)
- 1995. Nešto me vuče (Croatia Ton)
- 1998. Ne zovi mala policajce (Croatia Records)
- 2000. Krv i voda (Croatia records)
- 2002. Best of (Memphis)
- 2005. Jer ti ljubiš drugoga (Croatia Records)
- 2009. Feniks (Croatia Records, dupli album)
- 2018. The Best of Love Songs
- 2021. Knjiga poezije

### Singlovi
- 1991. Oglasi (feat. Severina, Sandy, Ivana Banfić)
- 1994. Nešto me vuče
- 1997. Što me tjera da te volim
- 1999. 2000 godina
- 1999. 2000 godina (Space remix)
- 2002. Zakon zakona
- 2003. Andrea
- 2004. Bilo je jednom i nikada više, (Remix 2004)
- 2004. Jabuke i vino (feat. Angie)
- 2005. Jer ti ljubiš drugoga, (feat. Arsen Dedić)
- 2006. Takva je sudbina (feat. Kemal Monteno)
- 2007. Vrijeme je za promjene
- 2008. Otkucaji sata (feat. Ivanka Boljkovac)
- 2009. Maja
- 2010. Ivana, na obali Dunava
- 2010. Nema mi do Korčule
- 2013. Nimalo mangup

## Vanjske poveznice
- Službene stranice Mladena Burnaća
- Službeni profil - Twitter
- Službeni fan klub - Facebook